# Adelheid Kohlschütter
Adelheid Kohlschütter (* 15. Mai 1876 in Forchheim in Sachsen; † 10. Dezember 1945 in Dresden; vollständiger Name: Agnes Adelheid Kohlschütter) war eine deutsche Malerin.

## Leben
Adelheid Kohlschütter wurde 1876 geboren. Ihr Vater war der Geheime Konsistorialrat Johannes Kohlschütter, ihre Mutter war Anna Kohlschütter, geborene Wilkens (zuletzt wohnhaft in Bern). Adelheid Kohlschütter war die Schwester von Volkmar Kohlschütter und eine Nichte von Paula Kohlschütter. Sie war Schülerin von Robert Sterl in Dresden.
In Dresden war sie Mitglied der Gruppe Dresdner Künstlerinnen, Ortsverband Dresdner Künstlerinnen, des 1908 neu gegründeten Bundes deutscher und österreichischer Künstlerinnenvereine. Adelheid Kohlschütter beteiligte sich regelmäßig an den Ausstellungen im Sächsischen Kunstverein. Sie war Mitglied im Deutschen Künstlerbund in Weimar.
Dressler listet 1930 ihren Wohnort mit Bettinastraße 14 in Dresden.

## Werk
Adelheid Kohlschütter malte Landschaften und betätigte sich in der Porträt- und Interieurmalerei. Überliefert ist ein Porträt der Opernsängerin Erika Wedekind, welches sie 1934 der Ehrengalerie des Opernhauses stiftete.

## Ausstellungen (Auswahl)
- 1904: Galerie Ernst Arnold[7]
- 1905: Sächsischer Kunstverein[8]
- 1906: Sächsische Kunstausstellung, Dresden[9]
- 1908: Sächsischer Kunstverein[10]
- 1910: Sächsischer Kunstverein[11]
- 1911: Sächsischer Kunstverein[12]
- 1912: Ausstellung „Frauenkunst“ in Dresden, Bund deutscher und österreichischer Künstlerinnenvereine, in den Räumlichkeiten des Sächsischen Kunstvereins, ab 7. April 1912 (Ostersonntag), unter Teilnahme der Ortsgruppen aus Dresden, Berlin, Braunschweig, Bremen Breslau, Kassel, München und Wien[13][14]
- 1913: Sächsischer Kunstverein[15]
- 1913: Kunstsalon Emil Richter[16]
- 1915: Galerie Ernst Arnold, Ausstellung von Handzeichnungen und Aquarellen Dresdner Künstler[17]
- 1920: Kunstausstellung Dresden 1920 der Dresdner Kunstgenossenschaft[18]
- 1920: Kunstsalon Emil Richter[19]
- 1934: Sächsische Kunstausstellung 1934[20]
- 1935: Dresdner Kunstausstellung 1935
- 1936: Kunstausstellung Dresden 1936